# Homo juluensis
 Homo juluensis  ist die von dem US-amerikanischen Paläoanthropologen Christopher J. Bae und seiner chinesischen Kollegin Xiujie Wu vorgeschlagene Bezeichnung für eine zwischen 1976 und 2018 geborgene Gruppe von homininen Fossilien, die in Asien unabhängig voneinander entdeckt wurden und bislang jeweils einen eigenen Namen zugewiesen bekommen hatten. Dem Vorschlag zufolge sollen der Art folgende Fossilien aus der Zeit vor 200.000 bis 160.000 Jahren zugewiesen werden: Xujiayao, Xuchang und Penghu 1, ferner der Xiahe-Unterkiefer, der große Backenzahn Tam Ngu Hao 2 sowie – aufgrund der Zahn- und Kiefermerkmale – alle anderen Fossilien der Denisova-Menschen.

## Namensgebung
Der Artname setzt sich zusammen aus der Gattungsbezeichnung Homo und dem Epitheton („Artzusatz“) juluensis, was das chinesische Wort „julu“ aufgreift (wörtlich übersetzt: „großer Kopf“).  Von chinesischen Forschern werden die Angehörigen dieser Art auch als „Juluren“ oder „Julurens“ bezeichnet; „ren“ bedeutet im Chinesischen „Mensch“ oder „Person“. Homo juluensis  bedeutet somit „Mensch mit großem Kopf“.
Die formale Beschreibung von Homo juluensis gemäß den internationalen Regeln für die Zoologische Nomenklatur erfolgte in einem von Bae verfassten Fachbuch, das am 30. September 2024 als E-Book veröffentlicht wurde. Eine breitere, insbesondere mediale Bekanntheit erlangte der Vorschlag international im November 2024, nachdem Bae und Wu eine leichter zugängliche Veröffentlichung in der Fachzeitschrift Nature Communications vorgelegt hatten.

## Erstbeschreibung
In der Erstbeschreibung von Homo juluensis durch Wu und Bae wurde im Jahr 2024 als Holotypus die Gesamtheit aller 21 Fossilien der sogenannten Xujiayao-Menschen benannt (siehe Abbildung). Diese zwischen 1976 und 1979 in der nordchinesischen Provinz Shanxi entdeckten Schädelknochen und Zähne belegen laut Erstbeschreibung eine Population mit einer einzigartigen Kombination aus einem großen Gehirn, einer sehr geringen Schädelbreite und extrem großen, komplexen Zähnen. Die Gesamtheit der Merkmale der Xujiayao-Fossilien sei einzigartig und unterscheide sich deutlich von Homo erectus, Homo longi, Homo neanderthalensis und Homo sapiens.
Als Paratypen wurden die Schädelfragmente Xuchang 1 bis Xuchang 5 benannt.

## Weitere Überlegungen zur verwandtschaftlichen Nähe von homininen Fossilien aus China
Zugleich mit der Einordnung der genannten Fossilien als zu Homo juluensis gehörend wurde 2024 in Nature Communications vorgeschlagen,
- den Jinniushan-Mensch und den Dali-Mensch in Homo longi einzugliedern und
- den sogenannten Narmada Man, den Schädel Maba 1 und die Funde aus der Hualong-Höhle als zur gleichen Art gehörend zu interpretieren, denn es sei möglich, dass diese Fossilien – nach weiteren Analysen – in die Nähe von Homo neanderthalensis gestellt werden oder einen eigenen taxonomischen Namen erhalten.

## Belege
1. ↑  Xiujie Wu und Christopher J. Bae: Xujiayao Homo: A New Form of Large Brained Hominin in Eastern Asia. In: PaleoAnthropology. In Press. (2024 ?) Volltext-Vorabversion
2. ↑  Christopher J. Bae: The „Muddle in the Middle“. (~400 KA – ~100 KA). Kapitel 4 in: ders.: The Paleoanthropology of Eastern Asia. E-Book. University of Hawaii Press, Honolulu 2024, S. 121–123, ISBN 978-0-8248-9765-9.
3. 1 2  Christopher J. Bae und Xiujie Wu: Making sense of eastern Asian Late Quaternary hominin variability. In: Nature Communications. Band 15, Artikel-Nr. 9479, 2024, doi:10.1038/s41467-024-53918-7.